# SES S.A.
SES S.A. je lucemburská akciová společnost provozující geostacionární družice. Je jedním z předních světových vlastníků a provozovatelů satelitů s více než 70 satelity na dvou různých drahách, geostacionární oběžné dráze a střední oběžné dráze Země. Patří mezi ně i známé evropské satelity Astra. V roce 1988 se s Astra 1A stala prvním evropským provozovatelem satelitů, prvními odběrateli signálu byly Sky TV, Pro7, Sat.1 a RTL. Společnost sídlí v Betzdorfu v Lucembursku. Založena byla lucemburskou vládou roku 1985 pod názvem Société Européenne des Satellites, v roce 2001 byla přejmenována na SES Global a od roku 2006 nese název současný. Akcie společnosti jsou kótovány na Lucemburské burze cenných papírů a na Euronext Paris. Majoritní podíl akcií stále drží lucemburský stát.